# The Original Soundtrack
The Original Soundtrack är ett musikalbum av 10cc och det släpptes i mars 1975 på skivbolaget Mercury Records. Albumet utgavs ursprungligen i ett utvikskonvolut som designades av Hipgnosis. Albumet blev främst uppmärksammat för hitballaden "I'm Not in Love" vilken gjorde internationell framgång. Även "Life Is a Minestrone" släpptes som singel.

## Låtlista
Sida 1:
1. "Une Nuit A Paris" (Godley/Creme) - 8:39
  1. One Night in Paris
  2. The same Night in Paris
  3. Later the same Night in Paris
2. "I'm Not in Love" (Gouldman/Stewart) - 6:04
3. "Blackmail" (Gouldman/Stewart) - 4:55

Sida 2:
1. "The Second Sitting for the Last Supper" (Godley/Creme/Gouldman/Stewart) - 4:23
2. "Brand New Day" (Godley/Creme) - 4:03
3. "Flying Junk" (Gouldman/Stewart) - 4:10
4. "Life Is a Minestrone" (Creme/Stewart) - 4:30
5. "The Film of My Love" (Godley/Creme) - 5:03

## Listplaceringar
| Lista (1975)   | Position              |
| -------------- | --------------------- |
| Australien     | 9 (Kent Music Report) |
| Kanada         | 5 (RPM)               |
| Nya Zeeland    | 37                    |
| Storbritannien | 3 (UK Albums Chart)   |
| Sverige        | XX* (Kvällstoppen)    |
| USA            | 15 (Billboard 200)    |